# Hauteville-sur-Fier
Hauteville-sur-Fier település Franciaországban, Haute-Savoie megyében. Lakosainak száma 1074 fő (2022. január 1.). Hauteville-sur-Fier Étercy, Marcellaz-Albanais, Saint-Eusèbe, Sales, Vaulx és Vallières-sur-Fier községekkel határos.

## Népesség
A település népességének változása:
| Lakosok száma | 877  | 922  | 951  | 958  | 993  | 1029 | 1045 | 1034 | 1074 |
|               | 2013 | 2015 | 2016 | 2017 | 2018 | 2019 | 2020 | 2021 | 2022 |